# Кугій Павло Якович
Кугі́й Павло́ Я́кович — міщанин м. Кременчука, інженер-технолог, учасник революції 1905 року та Української революції 1917—1921 років. Директор департаменту постачання Міністерства шляхів Ради Народних Міністрів УНР. Член Партії Самостійників, за допитом 1920 року — Української соціал-демократичної партії.

## Життєпис
Павло Якович Кугій народився 14 січня (26 січня) 1876 р. у родині Кременчуцького міщанина Якова Івановича Кугія та його дружини Пелагеї Луківни. Хрещений у Преображенській церкві м. Кременчука. Воспреємниками при хрещенні були військовий поселенець Верхньодніпровського повіту Попельнастівської волості Филимон Васильович Бойченко та кременчуцька міщанка Марія Дмитрівна Перепілкина. 
З серпня 1891 р. по вересень 1894 р. навчався у Кременчуцькому технічному залізничному училищі, яке закінчив. Встановлену практику відбував у службі шляхів Харківсько-Миколаївської залізниці.
Станом на листопад 1901 — земський технік у Лохвиці.
Станом на 1903 та 1904 рік — помічник техніка Лохвицької земської управи.
У 1905 році був ватажком революційної організації, організовував мітинги та вів посилену протиурядову пропаганду а також агітував за Селянський союз. Брав участь в антиурядовому повстанні 14 грудня 1905 року в Лохвиці. Переховувався до жовтня 1906 року, а коли виникла можливість взяти його на поруки, він повернувся до Лохвиці.
Станом на 1906 рік — земський технік Лохвицької земської управи.
За присудом виїзної сесії Харківської судової палати в Лубнах від 21 жовтня 1908 року був засуджений до 2 місяців позбавлення волі, які він відбув у тому ж році у Харкові.
З 1906 р. по 1910 р. навчався на механічному відділенні Харківського технічного інституту, який не закінчив.
У 1910 році поступив на посаду техніка у Харківській міській управі, де працював станом на липень 1911 року.
Наприкінці 1913 року безуспішно клопотав про прийняття на посаду техніка при Лохвицькому земстві. Полтавським губернатором йому було відмовлено у наданні посвідчення політичної благодійності.
Під час Першої світової війни Павла Яковича було обрано до правління Лохвицького громадського комітету Всеросійського земського союзу з надання допомоги сім'ям осіб, які пішли на війну і пораненим.
Станом на 1914 - 1916 рік — інженер в Лохвицькій земській управі.
До Лютневої революції 1917 року переїхав в м. Ромни, де працював міським інженером щонайменше до жовтня 1917 року.
11 лютого 1918 року був одним з лідерів повстанців, що заарештували більшовицьких зверхників повітвиконкому у приміщенні Лохвицької земської управи. Серед очільників національно зорієнтованих повстанців були: Секретар Ради Ганна Володимирівна Сергієвська (Маценко), офіцери колишньої царської армії, які усвідомили вибір українського народу й стали на бік Центральної Ради — Михайліченко та Мартос, працівник земської управи Кугій та чиновник відділу військового начальника повіту Єрмоленко. Більшовицьких вартових та патрулів було обеззброєно безпосередньо поблизу будинку та у місті.
У вересні 1918 року — член Товариства «Батьківщина», проводив оцінку придатності приміщень організації у Києві для можливого використання для вистав Молодого театру.
З кінця 1918 року та у 1919 році служив директором департаменту постачання Міністерства шляхів Ради Народних Міністрів УНР та Української Держави на правах 2-го товариша (заступника) міністра. Про його приєднання до лав міністерства пізніше згадував Юрій Коллард:
Українська політична еміграція 1919–1945: Документи і матеріали. — К.: Парламентське вид-во, 2008; ЦДАГО України, ф. 269, оп. 2, спр. 84, арк. 96–101
21 листопада 1918 року у складі місії Міністерства шляхів Української Держави в справі негайного наладнання залізничного руху в Галичині для перевозу військ, зброї і поживи для Галичини, та для навязання найтіснійших зносин українських організацій Наддніпрянщини й Наддністрянщини прибув до Львова. З травня по червень 1919 року перебував у Тернополі, разом з урядом УНР відбув з Проскурова до Кам'янця Подільського.
За Словами А. Андрієвського, 28 квітня 1919 р. на нараді в Рівному, ЦК УПСС у складі О. Макаренка, Д. Симоніва, В. Оскілка, Кугія вирішили усунути кабінет Мартоса-Мазепи, але не чіпати директорії.
У 1919 році працював начальником служби при Директорії УНР з ліквідації Гідросоюзу Південно-західного фронту в Києві.
У слідчій справі вказано, що Кугій у 1918 році три місяці був членом уряду кабінету Володимира Чехівського, у 1919 році: 8 місяців — кабінету Бориса Мартоса, 8 місяців — директором департаменту Міністерства шляхів, та один місяць — членом закордонної комісії з заготовок.
23 грудня 1919 року прибув у Лохвицю, а 24 грудня 1919 року по сімейних справах виїхав до Гадяча.
З 1 лютого до 15 квітня 1920 року працював учителем з фізики та математики у трудовій школі в Гадячі, був членом повітової спілки вчителів.
25 липня 1920 року був заарештований Особливим відділом ВУЧК 14-ї армії в Кременчуці, куди прибув приблизно за місяць до того, в себе вдома під час сну. Був обвинувачений у «контролі та організації повстанства в Україні». Під чад допитів йому ставилося в провину організація боротьби «у запіллі Радянської Армії з метою деморалізації тилу, захопленні транспорту та господарських ресурсів Радянської України». Протокол допиту засвідчує, що слідчих більше цікавила не повстанська діяльність Павла Кугія, а його особисте знайомство та службові відносини з членами українського уряду та безпосередня участь у роботі Ради Народних Міністрів УНР. Також в протоколах допиту йшлося про участь Кугія у повстанській організації, та підтримку зв'язків з різними повстанськими загонами, зокрема у с. Потоки. Планувався захват повстанцями Кременчука, причому вступити до лав повстанців мали звільнені з в'язниці члени повстанської організації. Згідно з обвинуваченням Павло Кугій 10 лютого 1920 року отримав директиви від петлюрівців щодо організації повстанства, пізніше — організував потоцькі та інші повстанські групи.
Подальша доля невідома.

## Родина
Не пізніше 2 листопада (15 листопада) 1901 р. одружився з Тетяною Іванівною. У «Звіті Лохвицького громадського комітету Всеросійського земського союзу з надання допомоги сім'ям осіб, які вийшли на війну і пораненим з 23 липня 1914 по 1 січня 1916» як дійсні члени Лохвицького Громадського Комітету разом з Павлом Яковичем вказані Кугій Тетяна Іванівна та Кугій Раїса Павлівна. На час арешту мав дружину, троє дітей та матір. Дружина на той момент проживала в Лохвиці.